# Werner Buchwalder
Werner Buchwalder (Kleinlützel, 5 juli 1914 – Dornach, 5 mei 1987) was een Zwitsers wielrenner. Buchwalder behaalde 4 podiumplaatsen op het Zwitsers kampioenschap wielrennen, maar wist nooit op het hoogste schavot te komen. 

## Belangrijkste overwinningen
1934
- Kampioenschap van Zürich, Amateurs

1935
- 2e etappe Ronde van Zwitserland

1936
- Kampioenschap van Zürich

1937
- Tour du Lac Léman

1941
- 1e etappe Ronde van Zwitserland

## Resultaten in voornaamste wedstrijden
| Jaar | Ronde van Italië | Ronde van Frankrijk | Ronde van Spanje |
| ---- | ---------------- | ------------------- | ---------------- |
| 1938 | opgave           |                     |                  |